# I krigets skugga
I krigets skugga är en amerikansk film från 1994 i regi av Jon Avnet.

## Rollista
- Elijah Wood - Stu
- Kevin Costner - Stephen
- Mare Winningham - Lois
- Lexi Randall - Lidia
- LaToya Chisholm - Elvadine
- Christopher Fennell - Billy
- Donald Sellers - Arliss
- Leon Sills - Leo
- Will West - Lester Lucket
- Brennan Gallagher - Marsh
- Lucas Black - Ebb
- Christine Baranski - Miss Strapford